# Fames
Fames  (lateinisch: „Hunger“) war bei antiken römischen Dichtern Personifikation des Hungers (entsprechend dem griechischen Limos bei Hesiod). Vergil nennt ihn male suada („zum Bösen verlockend“) und versetzt ihn an den Eingang zum Orkus. Bei Ovid ist Fames ein hohl blickendes, abgemagertes Weib mit struppigem Haar und blassem Antlitz, das in den Eisfeldern Skythiens am Kaukasus haust. Auf Anordnung der Göttin des Ackerbaus, Ceres, bestraft Fames den Erysichthon.
Bei Vergil findet sich auch die Redensart auri sacra fames „Verfluchter Hunger nach Gold“. Sie wird auch im Asterix-Band Streit um Asterix durch den gebildeten Piraten zitiert.